# 더 클리브랜드 쇼
《더 클리브랜드 쇼》(The Cleveland Show)는 2009년 9월 27일부터 2013년 5월 19일까지 FOX에서 방영된 애니메이션 시리즈로, 《패밀리 가이》의 스핀오프 작품이다.